# Lorenz Rollhäuser
Lorenz Rollhäuser (* 1953 in Marburg) ist ein deutscher Hörfunkautor.

## Werdegang
Rollhäuser studierte an der Universität Münster Erziehungswissenschaften. Seit 1990 arbeitet er für die ARD, wo er  vor allem als Feature- und Hörspielautor tätig ist. Lorenz Rollhäuser lebt in Berlin. Er war Sprecher des Parkrats des Görlitzer Parks in Berlin-Kreuzberg. Im Zuge eines Radiofeatures, das die Rolle von Senioren beim Klimaschutz ergründen soll, beteiligte er sich 2023 an einer Straßenblockade der Letzten Generation.

## Features
- 2006: Kongo Gold – Mit den Schürfern unterwegs in der Provinz Ituri (auch Regie) (Feature – DeutschlandRadio Kultur)
- 2006: Khat – Eine Droge in Zeiten der Globalisierung (auch Regie) (WDR)
- 2007: Perfect Body Tuning – Doping als System (auch Regie) (WDR)
- 2008: Mutters Schatten – Kehraus im Elternhaus (auch Regie) (NDR)
- 2009: Wer lebt, stört – Private Klimastrategien (auch Regie) (SWR)
- 2009: Wenn Nachbarn zu Feinden werden – Die Politik der Gewalt in Kenia (auch Regie) (|WDR)
- 2010: Außer Kontrolle – Doping im Fußball (auch Regie) (ARD-Radio-Feature)
- 2010: Die Studios Kakao – Der Theatermacher und Tänzer Faustin Linyekula aus Kisangani (auch Regie) (Deutschlandfunk)
- 2010: Durch die Nacht – Eine Reise auf dem Kongo (auch Regie) (SWR)
- 2011: Öl für zehn Tage – Die Yasuní-Initiative Ecuadors (auch Regie) (NDR)
- 2012: Tante Friedel – Ein Besuch auf dem norddeutschen Land (auch Regie) (NDR)
- 2013: Shoppen in China – Afrikanische Händler in Guangzhou (auch Regie) (NDR)
- 2014: Kreuzberg von oben – Ein Versuch über Geld und Moral (auch Regie) (DeutschlandRadio Kultur)
- 2017: Eine Liebe zu Schwarz – Mein koloniales Innenleben, revisited (auch Regie) (NDR)
- 2017: Haus der Weißen Herren – Humboldt Forum, Shared Heritage und der Umgang mit dem "Anderen" (auch Regie) (DeutschlandRadio Kultur)
- 2018: Painkillers – Die Opiatkrise in den USA (auch Regie) (NDR)
- 2019: Reset im Regenwald – Der Hype um Ayahuasca (auch Regie) (Deutschlandfunk Kultur)
- 2020: Frontera – Menschen und Mauern an der Grenze Mexiko – USA (auch Regie) (NDR)
- 2020: Dekolonisiert euch! – Öffentlich-rechtliche Medienhäuser und die Migrationsgesellschaft zusammen mit Hadija Haruna-Oelke (Deutschlandfunk Kultur)
- 2022: Auf Sumpf gebaut – Imperiale Träume auf der Berliner Museumsinsel (Deutschlandfunk Kultur)
- 2023: So nicht weiter – Kein Ruhestand in der Klimakrise (Deutschlandfunk Kultur)

## Auszeichnungen
- 2008: Prix Europa („bestes europäisches Radiofeature“) für Mutters Schatten – Kehraus im Elternhaus (NDR)
- 2014 Ernst-Schneider-Preis für Shoppen in China – Afrikanische Händler in Guangzhou,[3] (Redaktion Ulrike Toma), NDR/SWR
- 2014 Dokka-Preis („ausgezeichnete Hördokumentation“) für Kreuzberg von oben – Versuch über Geld und Moral (DeutschlandRadio Kultur)
- 2022 Axel-Eggebrecht-Preis für das Gesamtwerk

## Schriften
- Toros, Toreros. Reinbek bei Hamburg: Rowohlt, 1990. ISBN 3-499-18254-8